# Prayssac
Prayssac est une commune française située dans le sud-ouest du département du Lot, en région Occitanie.
Elle est également dans la Bouriane, une région naturelle sablonneuse et collinaire couverte de forêt avec comme essence principale des châtaigniers.
Exposée à un climat océanique altéré, elle est drainée par le Lot, le ruisseau de Clédelles, le ruisseau de Font-Cuberte et par deux autres cours d'eau. La commune possède un patrimoine naturel remarquable composé de deux zones naturelles d'intérêt écologique, faunistique et floristique.
Prayssac est une commune rurale qui compte 2 500 habitants en 2022. Elle est ville-centre de l'agglomération de Prayssac. Ses habitants sont appelés les Prayssacois et Prayssacoises.

## Géographie
Prayssac se trouve à proximité d'un des méandres du Lot, entre Castelfranc et Puy-l'Évêque, en Quercy sur l'ancienne ligne Monsempron-Libos - Cahors entre Fumel et Cahors. Elle est le centre de l'unité urbaine de Prayssac.

### Communes limitrophes
Prayssac est limitrophe de huit autres communes.
Les communes limitrophes sont  Anglars-Juillac, Bélaye, Castelfranc, Lagardelle, Les Junies, Pescadoires, Pomarède et Puy-l'Évêque.
| Puy-l'Évêque | Pomarède | Les Junies      |
| Pescadoires  | Prayssac | Castelfranc     |
| Lagardelle   | Bélaye   | Anglars-Juillac |

### Hydrographie
La commune est arrosée par le Lot et son affluent le Ruisseau de Clédelles et sous-affluent le Ruisseau de Raynal.

### Géologie et relief
La superficie de la commune est de 2 405 hectares ; son altitude varie de 80  à   284 mètres.

### Voies de communication et transports
Accès avec la route RD 811 (ex RN 111).

### Climat
Pour des articles plus généraux, voir Climat de l'Occitanie et Climat du Lot.
En 2010, le climat de la commune est de type climat du Bassin du Sud-Ouest, selon une étude s'appuyant sur une série de données couvrant la période 1971-2000. En 2020, Météo-France publie une typologie des climats de la France métropolitaine dans laquelle la commune est exposée à un climat océanique altéré et est dans la région climatique Aquitaine, Gascogne, caractérisée par une pluviométrie abondante au printemps, modérée en automne, un faible ensoleillement au printemps, un été chaud (19,5 °C), des vents faibles, des brouillards fréquents en automne et en hiver et des orages fréquents en été (15 à 20 jours).
Pour la période 1971-2000, la température annuelle moyenne est de 13,3 °C, avec une amplitude thermique annuelle de 15,6 °C. Le cumul annuel moyen de précipitations est de 858 mm, avec 11,5 jours de précipitations en janvier et 6,3 jours en juillet. Pour la période 1991-2020, la température moyenne annuelle observée sur la station météorologique la plus proche, située sur la commune d'Anglars-Juillac à 2 km à vol d'oiseau, est de 13,5 °C et le cumul annuel moyen de précipitations est de 822,6 mm,. Pour l'avenir, les paramètres climatiques de la commune estimés pour 2050 selon différents scénarios d’émission de gaz à effet de serre sont consultables sur un site dédié publié par Météo-France en novembre 2022.

### Milieux naturels et biodiversité

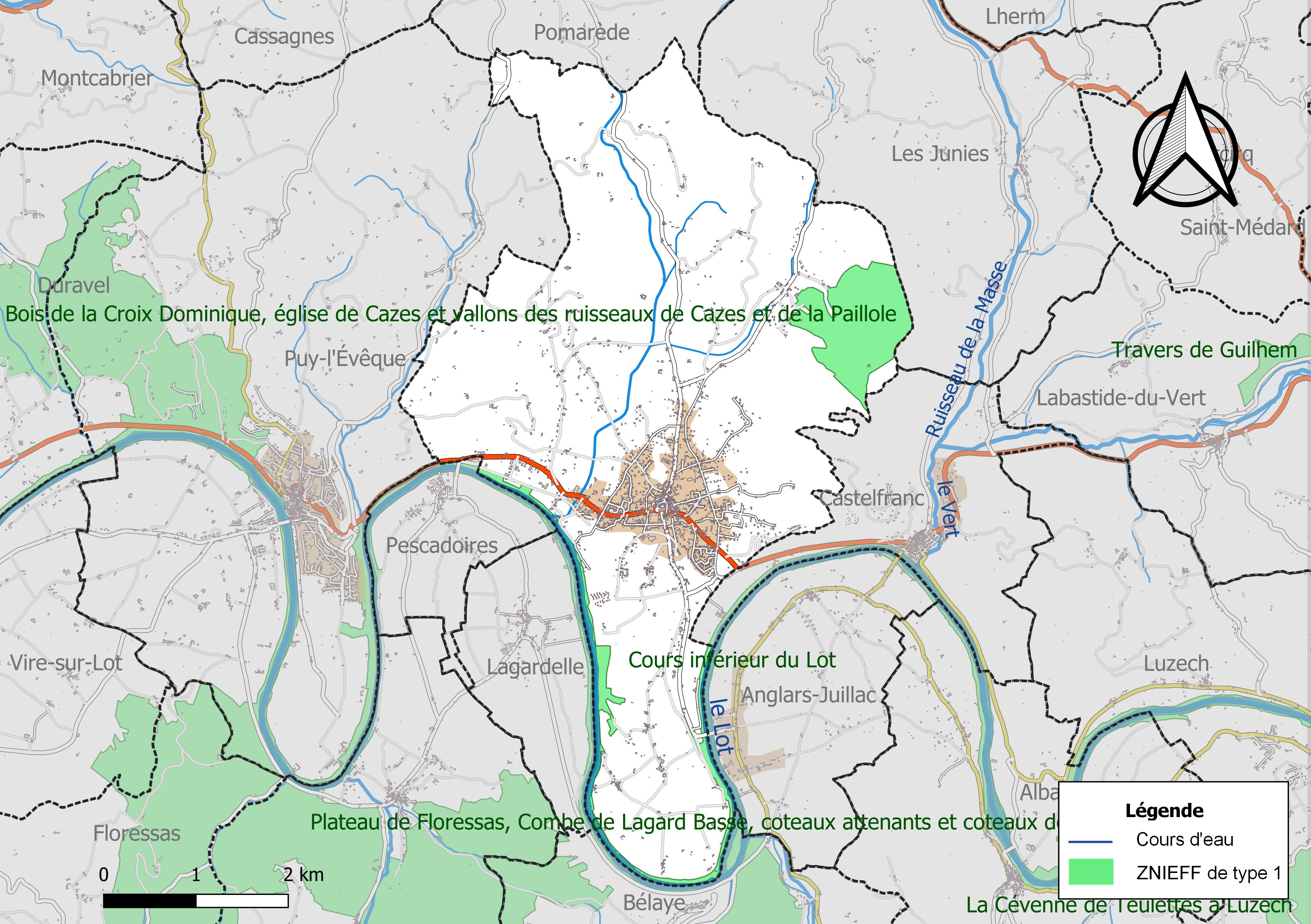
Carte des ZNIEFF de type 1 localisées sur la commune.

L’inventaire des zones naturelles d'intérêt écologique, faunistique et floristique (ZNIEFF) a pour objectif de réaliser une couverture des zones les plus intéressantes sur le plan écologique, essentiellement dans la perspective d’améliorer la connaissance du patrimoine naturel national et de fournir aux différents décideurs un outil d’aide à la prise en compte de l’environnement dans l’aménagement du territoire.
Deux ZNIEFF de type 1 sont recensées sur la commune :
le « bois sec de Niaudon » (113 ha), couvrant 2 communes du département et 
le « cours inférieur du Lot » (1 209 ha), couvrant 25 communes dont 23 dans le Lot et deux dans le Lot-et-Garonne.

## Urbanisme

### Typologie
Au 1er janvier 2024, Prayssac est catégorisée bourg rural, selon la nouvelle grille communale de densité à sept niveaux définie par l'Insee en 2022.
Elle appartient à l'unité urbaine de Prayssac, une agglomération intra-départementale regroupant quatre  communes, dont elle est ville-centre,,. La commune est en outre hors attraction des villes,.

### Occupation des sols
L'occupation des sols de la commune, telle qu'elle ressort de la base de données européenne d’occupation biophysique des sols Corine Land Cover (CLC), est marquée par l'importance des territoires agricoles (46,8 % en 2018), en diminution par rapport à 1990 (53,6 %). La répartition détaillée en 2018 est la suivante : forêts (39,5 %), zones agricoles hétérogènes (31 %), cultures permanentes (15,8 %), zones urbanisées (9,2 %), eaux continentales (2,8 %), zones industrielles ou commerciales et réseaux de communication (1,2 %), milieux à végétation arbustive et/ou herbacée (0,5 %). L'évolution de l’occupation des sols de la commune et de ses infrastructures peut être observée sur les différentes représentations cartographiques du territoire : la carte de Cassini (XVIIIe siècle), la carte d'état-major (1820-1866) et les cartes ou photos aériennes de l'IGN pour la période actuelle (1950 à aujourd'hui).

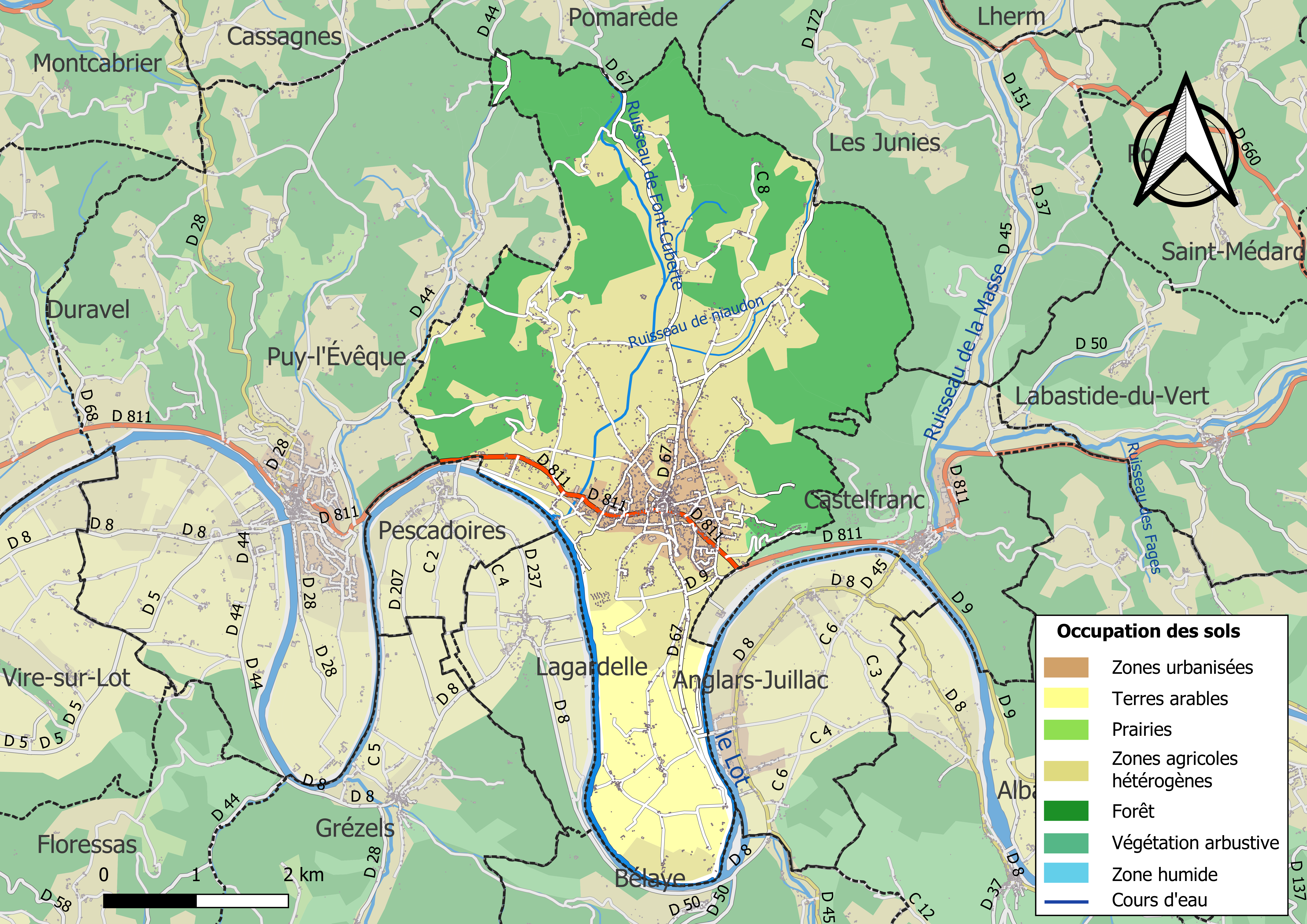
Carte des infrastructures et de l'occupation des sols de la commune en 2018 (CLC).

### Risques majeurs
Le territoire de la commune de Prayssac est vulnérable à différents aléas naturels : météorologiques (tempête, orage, neige, grand froid, canicule ou sécheresse), inondations, feux de forêts, mouvements de terrains et séisme (sismicité très faible). Il est également exposé à deux risques technologiques,  le transport de matières dangereuses et la rupture d'un barrage. Un site publié par le BRGM permet d'évaluer simplement et rapidement les risques d'un bien localisé soit par son adresse soit par le numéro de sa parcelle.

#### Risques naturels
Certaines parties du territoire communal sont susceptibles d’être affectées par le risque d’inondation par débordement de cours d'eau, notamment le Lot. La cartographie des zones inondables en ex-Midi-Pyrénées réalisée dans le cadre du XIe Contrat de plan État-région, visant à informer les citoyens et les décideurs sur le risque d’inondation, est accessible sur le site de la DREAL Occitanie. La commune a été reconnue en état de catastrophe naturelle au titre des dommages causés par les inondations et coulées de boue survenues en 1982, 1992, 1993 et 1999,.
Prayssac est exposée au risque de feu de forêt. Un plan départemental de protection des forêts contre les incendies a été approuvé par arrêté préfectoral le 30 novembre 2015 pour la période 2015-2025. Les propriétaires doivent ainsi couper les broussailles, les arbustes et les branches basses sur une profondeur de 50 mètres, aux abords des constructions, chantiers, travaux et installations de toute nature, situées à moins de 200 mètres de terrains en nature
de bois, forêts, plantations, reboisements, landes ou friches. Le brûlage des déchets issus de l’entretien des parcs et jardins des ménages et des collectivités est interdit. L’écobuage est également interdit, ainsi que les feux de type méchouis et barbecues, à l’exception de ceux prévus dans des installations fixes (non situées sous couvert d'arbres) constituant une dépendance d'habitation.

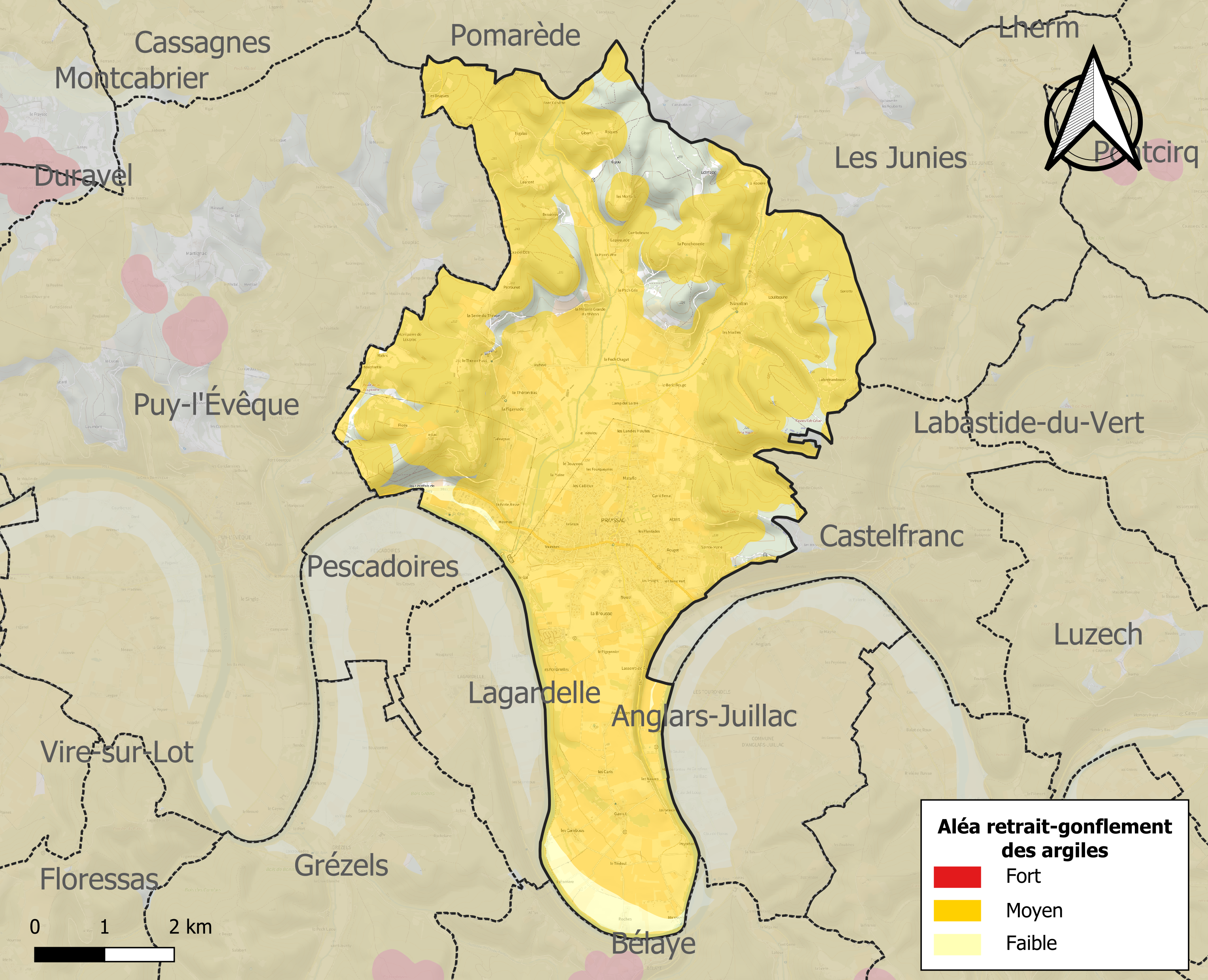
Carte des zones d'aléa retrait-gonflement des sols argileux de Prayssac.

Les mouvements de terrains susceptibles de se produire sur la commune sont des affaissements et effondrements liés aux cavités souterraines (hors mines), des éboulements, chutes de pierres et de blocs, des glissements de terrain et des tassements différentiels. Par ailleurs, afin de mieux appréhender le risque d’affaissement de terrain, l'inventaire national des cavités souterraines permet de localiser celles situées sur la commune.
Le retrait-gonflement des sols argileux est susceptible d'engendrer des dommages importants aux bâtiments en cas d’alternance de périodes de sécheresse et de pluie. 88,7 % de la superficie communale est en aléa moyen ou fort (67,7 % au niveau départemental et 48,5 % au niveau national). Sur les 1 442 bâtiments dénombrés sur la commune en 2019, 1 408 sont en aléa moyen ou fort, soit 98 %, à comparer aux 72 % au niveau départemental et 54 % au niveau national. Une cartographie de l'exposition du territoire national au retrait gonflement des sols argileux est disponible sur le site du BRGM,.
Par ailleurs, afin de mieux appréhender le risque d'affaissement de terrain, l'inventaire national des cavités souterraines permet de localiser celles situées sur la commune.
Concernant les mouvements de terrains, la commune a été reconnue en état de catastrophe naturelle au titre des dommages causés par la sécheresse en 2009 et par des mouvements de terrain en 1999.

#### Risques technologiques
Le risque de transport de matières dangereuses sur la commune est lié à sa traversée par une route à fort trafic. Un accident se produisant sur une telle infrastructure est susceptible d'avoir des effets graves sur les biens, les personnes ou l'environnement, selon la nature du matériau transporté. Des dispositions d'urbanisme peuvent être préconisées en conséquence.
La commune est en outre située en aval des barrages de Grandval et de Sarrans, des ouvrages de classe A disposant d'une retenue de respectivement 270,6 millions et 296 millions de mètres cubes. À ce titre elle est susceptible d’être touchée par l’onde de submersion consécutive à la rupture d'un de ces ouvrages.

## Toponymie
Le toponyme Prayssac est basé sur l'anthroponyme latin Priscus, suivi du suffixe -acum de localisation et de propriété, d'origine gaulois. Il explique la plupart des terminaisons -ac de bien des villages de la région. D'où le sens global de Prayssac : « domaine de Priscus ».

## Histoire
La terre de Prayssac passa de main au XIIIe siècle lorsque l’évêque de Cahors la céda à Arnaud de Béraldi, seigneur de Cessac en son temps, afin de régler ses dettes.

## Politique et administration

### Administration municipale
Le nombre d'habitants au recensement de 2011 étant compris entre 1 500 habitants et 2 499 habitants, le nombre de membres du conseil municipal pour l'élection de 2014 est de dix neuf,.

### Rattachements administratifs et électoraux
Commune faisant partie de l'arrondissement de Cahors de la communauté de communes de la Vallée du Lot et du Vignoble et du canton de Puy-l'Évêque.

### Liste des maires
| Période                                  | Période       | Identité                    | Étiquette          | Qualité                                                                   |
| ---------------------------------------- | ------------- | --------------------------- | ------------------ | ------------------------------------------------------------------------- |
| 1793                                     | 1797          | Guillaume Pergot            |                    |                                                                           |
| 1797                                     | 1798          | Mathurin Quarante           |                    |                                                                           |
| 1798                                     | 1799          | Antonin Viliard             |                    |                                                                           |
| 1800                                     | 1810          | Guilaume Pergot             |                    |                                                                           |
| 1811                                     | 1825          | Antoine Lemosy              |                    |                                                                           |
| 1825                                     | 1826          | Jean-Baptiste Solinhac      |                    |                                                                           |
| 1826                                     | 1831          | Pierre Lacombe              |                    |                                                                           |
| 1831                                     | 1836          | Armand Auguste de Lassudvie |                    |                                                                           |
| 1836                                     | 1842          | Jean-Baptiste Baldy         |                    |                                                                           |
| 1842                                     | 1844          | E. Ricard                   |                    |                                                                           |
| 1845                                     | 1847          | Jean-Baptiste Baldy         |                    |                                                                           |
| 1847                                     | 1848          | D. Pelissie                 |                    |                                                                           |
| 1848                                     | 1851          | Augustin Dubruel            |                    |                                                                           |
| 1851                                     | 1862          | Jean-Baptiste Baldy         |                    |                                                                           |
| 1862                                     | 1863          | Jean Émile Ricard           |                    |                                                                           |
| 1863                                     | 1864          | Léonce Besse                |                    |                                                                           |
| 1864                                     | 1869          | Jean Émile Ricard           |                    |                                                                           |
| 1869                                     | 1871          | Pierre Lamoure              |                    |                                                                           |
| 1871                                     | 1879          | Jean Jouffreau              |                    |                                                                           |
| 1879                                     | 1896          | Léonce Besse                |                    |                                                                           |
| 1896                                     | 1900          | Jean Pardes                 |                    |                                                                           |
| 1900                                     | 1923          | Achille Penel               |                    |                                                                           |
| 1923                                     | 1925          | Jean Goutenegre             |                    |                                                                           |
| mars 1947                                | 1953          | Laurent Fraysse             |                    |                                                                           |
| mars 1953                                | 1965          | Maurice Faure               | Radical socialiste | Député de 1951 à 1983 Conseiller général du canton de Montcuq (1963-1994) |
| 1965                                     | 1977          | Andrée Faure                | Radical socialiste | Épouse du précédent                                                       |
| 1977                                     | 1989          | Camille Couture             |                    |                                                                           |
| mars 1989                                | mars 2014     | Michel Lolmède              | PS                 |                                                                           |
| mars 2014                                | mai 2015      | Claude Descamps             | DVG                |                                                                           |
| mai 2015                                 | juillet 2015  | Délégation spéciale         |                    |                                                                           |
| juillet 2015                             | novembre 2017 | Claude Descamps             | DVG                | démissionnaire pour raisons de santé                                      |
| 16 novembre 2017                         | En cours      | Fabienne Sigaud             | LREM               |                                                                           |
| Les données manquantes sont à compléter. |               |                             |                    |                                                                           |

Les élections municipales de mars 2014 sont annulées en juin 2014 par le tribunal administratif de Toulouse, décision confirmée par le Conseil d'État en mai 2015.

## Population et société

### Démographie

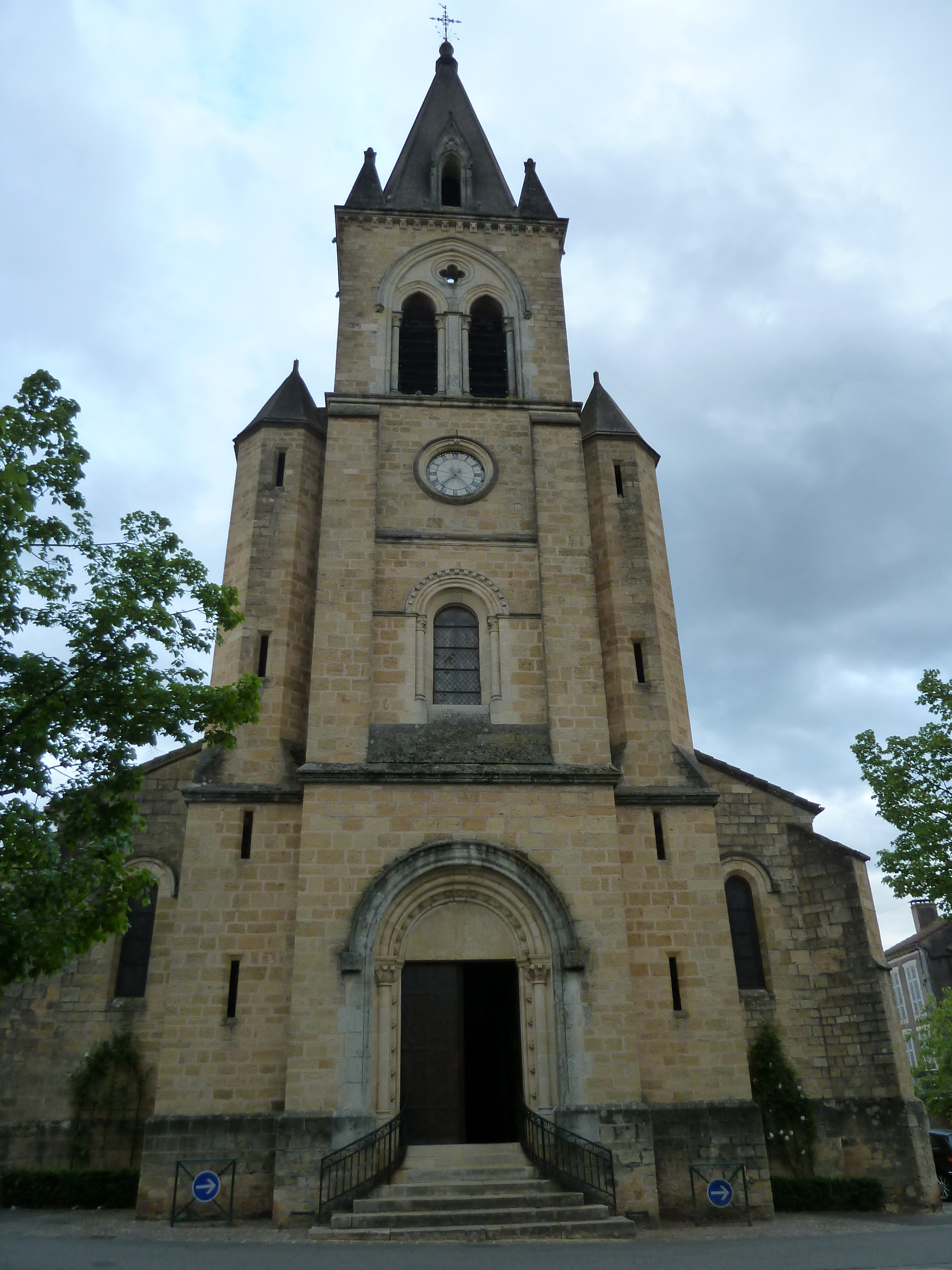
Église de Prayssac.

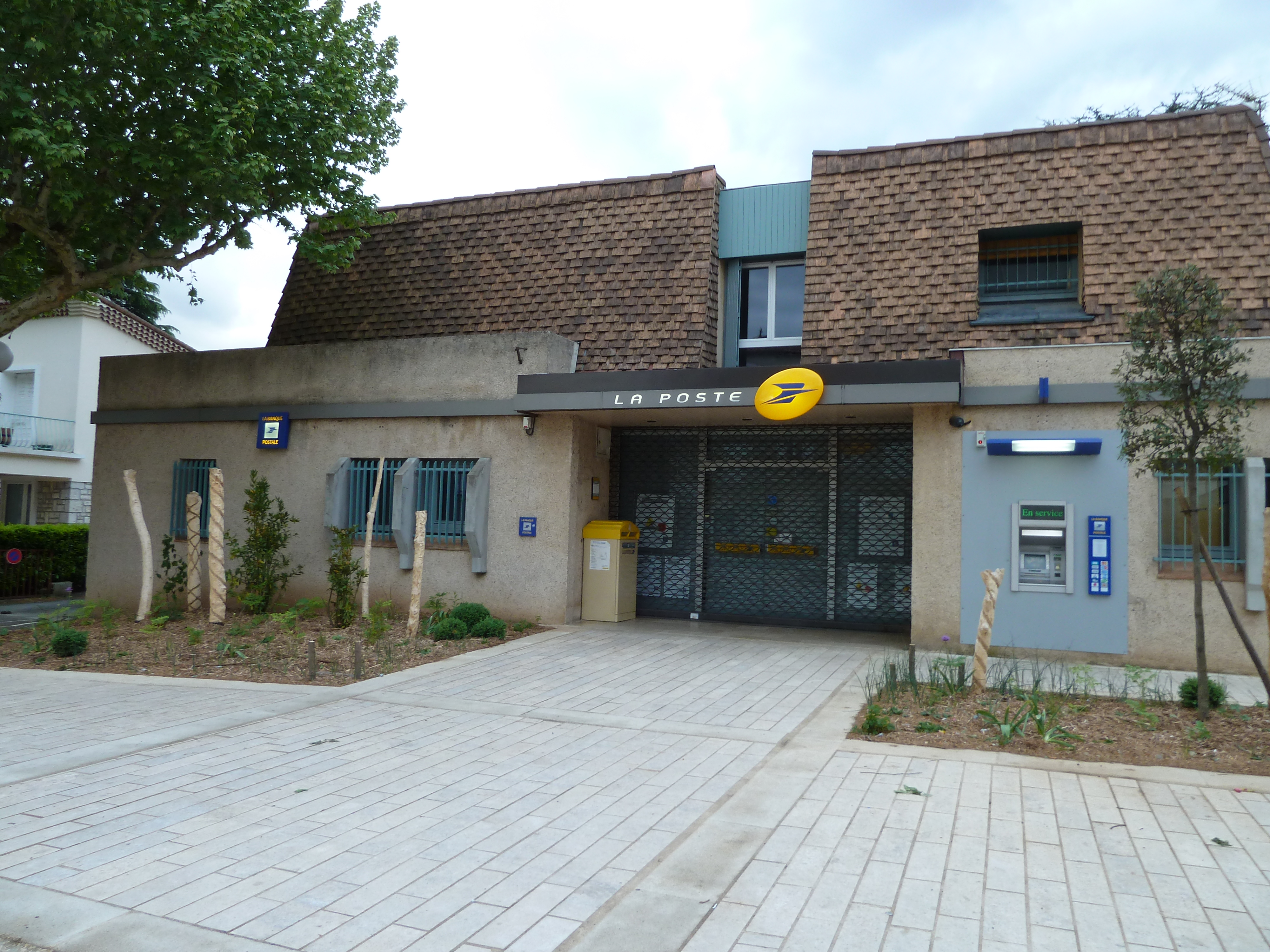
La poste de Prayssac.

L'évolution du nombre d'habitants est connue à travers les recensements de la population effectués dans la commune depuis 1793. Pour les communes de moins de 10 000 habitants, une enquête de recensement portant sur toute la population est réalisée tous les cinq ans, les populations de référence des années intermédiaires étant quant à elles estimées par interpolation ou extrapolation. Pour la commune, le premier recensement exhaustif entrant dans le cadre du nouveau dispositif a été réalisé en 2006.

En 2022, la commune comptait 2 500 habitants, en évolution de +3,91 % par rapport à 2016 (Lot : +1,31 %, France hors Mayotte : +2,11 %).
| 1793 | 1800  | 1806  | 1821  | 1831  | 1836  | 1841  | 1846  | 1851  |
| ---- | ----- | ----- | ----- | ----- | ----- | ----- | ----- | ----- |
| 944  | 1 720 | 1 693 | 1 872 | 1 987 | 1 960 | 2 019 | 1 978 | 2 048 |

| 1856  | 1861  | 1866  | 1872  | 1876  | 1881  | 1886  | 1891  | 1896  |
| ----- | ----- | ----- | ----- | ----- | ----- | ----- | ----- | ----- |
| 1 989 | 2 027 | 2 074 | 1 962 | 1 920 | 2 030 | 1 893 | 1 725 | 1 718 |

| 1901  | 1906  | 1911  | 1921  | 1926  | 1931  | 1936  | 1946  | 1954  |
| ----- | ----- | ----- | ----- | ----- | ----- | ----- | ----- | ----- |
| 1 622 | 1 575 | 1 632 | 1 415 | 1 454 | 1 517 | 1 528 | 1 502 | 1 544 |

| 1962  | 1968  | 1975  | 1982  | 1990  | 1999  | 2006  | 2011  | 2016  |
| ----- | ----- | ----- | ----- | ----- | ----- | ----- | ----- | ----- |
| 1 850 | 1 975 | 2 065 | 2 160 | 2 233 | 2 300 | 2 439 | 2 496 | 2 406 |

| 2021  | 2022  | - | - | - | - | - | - | - |
| ----- | ----- | - | - | - | - | - | - | - |
| 2 460 | 2 500 | - | - | - | - | - | - | - |

| selon la population municipale des années : | 1968 | 1975 | 1982 | 1990 | 1999 | 2006 | 2009 | 2013 |
| Rang de la commune dans le département      | 9    | 8    | 9    | 8    | 8    | 8    | 8    | 8    |
| Nombre de communes du département           | 340  | 340  | 340  | 340  | 340  | 340  | 340  | 340  |

### Enseignement
Prayssac fait partie de l'académie de Toulouse.

## Économie

### Revenus
En 2018, la commune compte 1 203 ménages fiscaux, regroupant 2 292 personnes. La médiane du revenu disponible par unité de consommation est de 21 090 € (20 740 € dans le département). 45 % des ménages fiscaux sont imposés (44,9 % dans le département).

### Emploi
|                | 2008  | 2013  | 2018   |
| -------------- | ----- | ----- | ------ |
| Commune        | 7,9 % | 7,1 % | 10,2 % |
| Département    | 7,3 % | 8,9 % | 9,6 %  |
| France entière | 8,3 % | 10 %  | 10 %   |

En 2018, la population âgée de 15 à 64 ans s'élève à 1 136 personnes, parmi lesquelles on compte 68,4 % d'actifs (58,2 % ayant un emploi et 10,2 % de chômeurs) et 31,6 % d'inactifs,. En  2018, le taux de chômage communal (au sens du recensement) des 15-64 ans est supérieur à celui de la France et du département, alors qu'il était inférieur à celui de la France en 2008.
La commune est hors attraction des villes,. Elle compte 978 emplois en 2018, contre 892 en 2013 et 962 en 2008. Le nombre d'actifs ayant un emploi résidant dans la commune est de 669, soit un indicateur de concentration d'emploi de 146,2 % et un taux d'activité parmi les 15 ans ou plus de 36,4 %.
Sur ces 669 actifs de 15 ans ou plus ayant un emploi, 358 travaillent dans la commune, soit 54 % des habitants. Pour se rendre au travail, 78,7 % des habitants utilisent un véhicule personnel ou de fonction à quatre roues, 2,1 % les transports en commun, 11 % s'y rendent en deux-roues, à vélo ou à pied et 8,3 % n'ont pas besoin de transport (travail au domicile).

### Activités hors agriculture

#### Secteurs d'activités
324 établissements sont implantés  à Prayssac au 31 décembre 2019. Le tableau ci-dessous en détaille le nombre par secteur d'activité et compare les ratios avec ceux du département,.
| Secteur d'activité                                                                                        | Commune | Commune | Département |
| Secteur d'activité                                                                                        | Nombre  | %       | %           |
| --- | ------- | ------- | ----------- |
| Ensemble                                                                                                  | 324     | 100 %   | (100 %)     |
| Industrie manufacturière, industries extractives et autres                                                | 29      | 9 %     | (14 %)      |
| Construction                                                                                              | 32      | 9,9 %   | (13,9 %)    |
| Commerce de gros et de détail, transports, hébergement et restauration                                    | 103     | 31,8 %  | (29,9 %)    |
| Information et communication                                                                              | 5       | 1,5 %   | (1,8 %)     |
| Activités financières et d'assurance                                                                      | 10      | 3,1 %   | (2,8 %)     |
| Activités immobilières                                                                                    | 13      | 4 %     | (3,5 %)     |
| Activités spécialisées, scientifiques et techniques et activités de services administratifs et de soutien | 37      | 11,4 %  | (13,5 %)    |
| Administration publique, enseignement, santé humaine et action sociale                                    | 61      | 18,8 %  | (12 %)      |
| Autres activités de services                                                                              | 34      | 10,5 %  | (8,7 %)     |

Le secteur du commerce de gros et de détail, des transports, de l'hébergement et de la restauration est prépondérant sur la commune puisqu'il représente 31,8 % du nombre total d'établissements de la commune (103 sur les 324 entreprises implantées  à Prayssac), contre 29,9 % au niveau départemental.

#### Entreprises et commerces
Les cinq entreprises ayant leur siège social sur le territoire communal qui génèrent le plus de chiffre d'affaires en 2020 sont : 
- Cejusyl, supermarchés (14 044 k€) ;
- Cassan Produits Pétroliers, commerces de détail de charbons et combustibles (2 902 k€) ;
- Autocars Du Lot, transports routiers réguliers de voyageurs (1 653 k€) ;
- Eol Retail Home 3, commerce de détail d'autres équipements du foyer (1 297 k€) ;
- Eol Retail Home 4, commerce de détail d'autres équipements du foyer (1 265 k€).

Le marché hebdomadaire du vendredi matin a été élu « Plus beau marché de Midi-Pyrénées » 2019.
Viticulture, lieu de production du cahors (AOC).

### Agriculture
La commune est dans la vallée du Lot », une petite région agricole s'étendant d'est en ouest et de part et d'autre du cours du Lot, particulièrement réputée pour ses vignes, celles du vignoble de Cahors plus précisément. En 2020, l'orientation technico-économique de l'agriculture  sur la commune est la viticulture.
|               | 1988 | 2000 | 2010 | 2020 |
| ------------- | ---- | ---- | ---- | ---- |
| Exploitations | 70   | 58   | 44   | 28   |
| SAU (ha)      | 812  | 826  | 664  | 487  |

Le nombre d'exploitations agricoles en activité et ayant leur siège dans la commune est passé de 70 lors du recensement agricole de 1988  à 58 en 2000 puis à 44 en 2010 et enfin à 28 en 2020, soit une baisse de 60 % en 32 ans. Le même mouvement est observé à l'échelle du département qui a perdu pendant cette période 60 % de ses exploitations,. La surface agricole utilisée sur la commune a également diminué, passant de 812 ha en 1988 à 487 ha en 2020. Parallèlement la surface agricole utilisée moyenne par exploitation a augmenté, passant de 12 à 17 ha.

## Culture locale et patrimoine

### Lieux et monuments

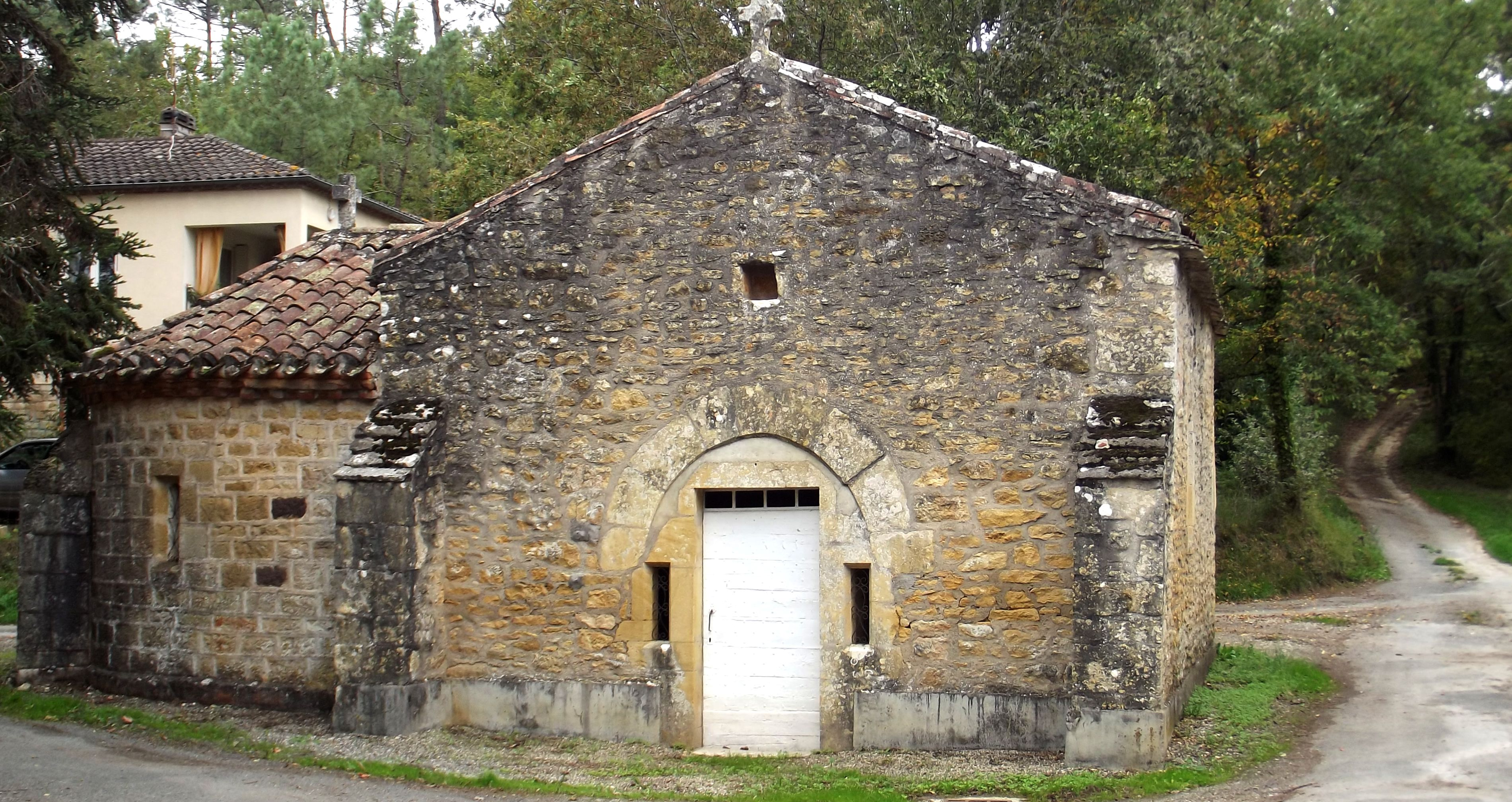
Chapelle de Calvayrac.

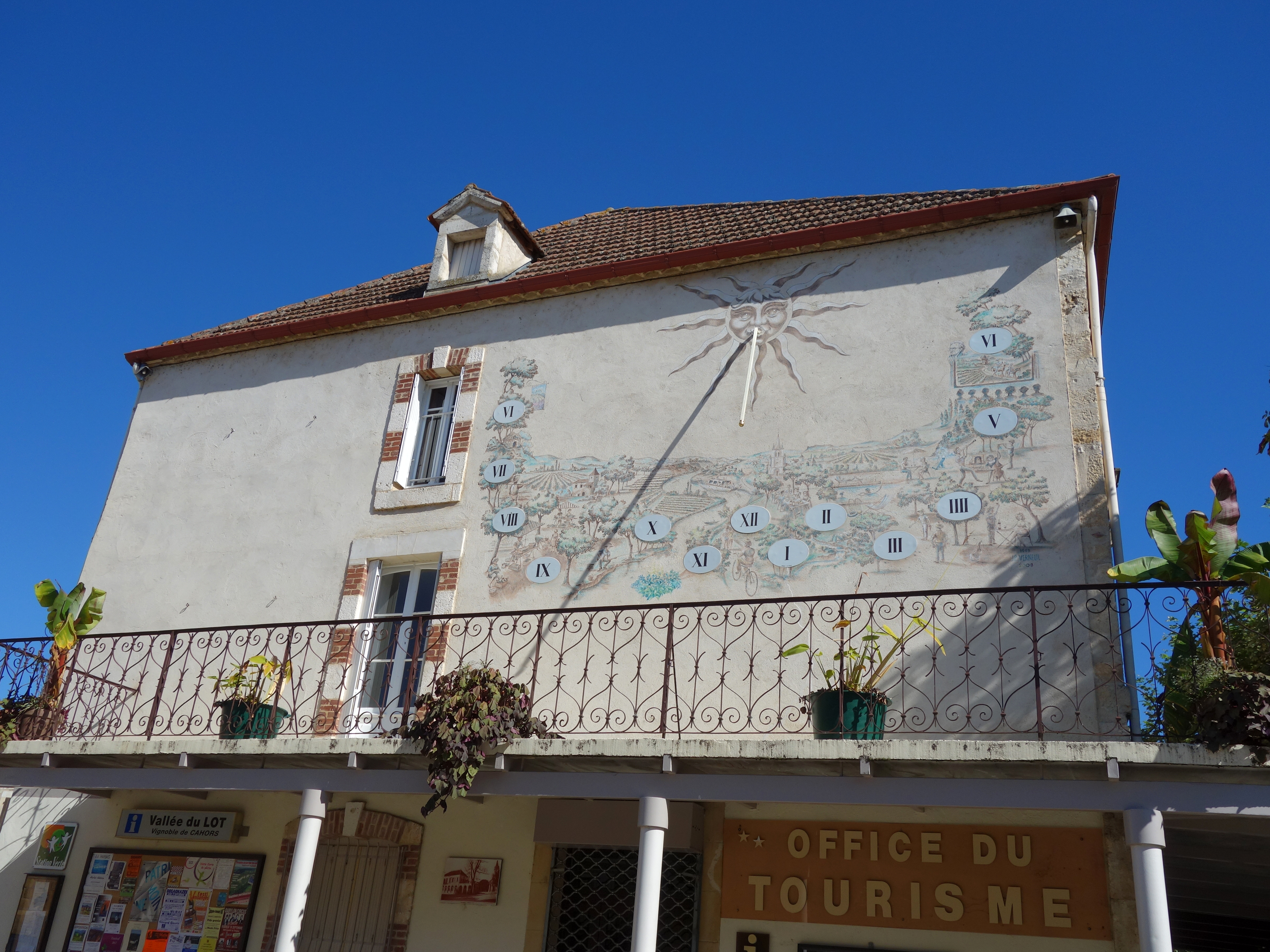
Le cadran solaire sur le pignon de la mairie.

- Statue de Jean-Baptiste Bessières.
- Église Saint-Barthélemy de Prayssac (reconstruite en 1861).
- Chapelle Notre-Dame du Rosier de Calvayrac.
- GR36.
- Château du Théron inscrit au titre des monuments historiques en 1973[47].

Le patrimoine mégalithique de la commune est assez important, au point qu'il existe un chemin des dolmens :
- Fauteuil de César : roche qui a été taillée en forme de fauteuil, la légende veut qu'il s'agissait d'un lieu de rassemblement druidique. 44° 30′ 55″ N, 1° 12′ 46″ E
- Dolmen de la Bertrandoune : ce dolmen en grès n'a été découvert qu'en 1973, il était auparavant caché sous un tas de pierre. Il a fait l'objet d'une restauration. Sa table mesure 3,50 mètres de long pour 2,50 mètres de large. 44° 31′ 42″ N, 1° 13′ 06″ E
  Inscrit MH (1988) Notice no PA00095184
- Dolmen de Quetty (aussi appelé Dolmen des Trois-Pierres) : très beau dolmen à vestibule, situé juste à la limite communale  (le hameau du Quetty est situé lui sur la commune de Castelfranc). 44° 31′ 57″ N, 1° 13′ 00″ E

### Espaces verts
Prayssac est récompensée par trois fleurs au palmarès du concours des villes et villages fleuris 2015.

### Personnalités liées à la commune
- Blaise Dubruel (1740-1820), homme politique
- Jean-Baptiste Bessières (1768-1813), Duc d'Istrie et maréchal d'Empire, commandant de la cavalerie impériale de Napoléon, il se fait tuer au tout début de la campagne de Saxe[49]
- Bertrand Bessières (1773-1854), général des armées de la République et de l'Empire, frère puîné du maréchal d'Empire Jean-Baptiste Bessières, décédé à Chantilly
- Pierre Bonhomme (1803-1861)
- Gaspard Dubruel (1805-1885), homme politique et diplomate, consul Général de France à Genève.
- Jammy Schmidt (1872-1949)
- Ricardo López Santamaria (1920-2013), artiste peintre et sculpteur, chef de file du Groupe Saragosse
- Maurice Faure (1922-2014), ancien résistant, homme politique

## Héraldique
| Blason de Prayssac | Blason  | D’or à deux léopards de gueules l’un au-dessus de l’autre; à la bordure de sinople chargée de dix besants d’argent. |
| Blason de Prayssac | Détails | Le statut officiel du blason reste à déterminer.                                                                    |

## Pour approfondir